# Crocallis nigrolineata
Crocallis nigrolineata là một loài bướm đêm trong họ Geometridae.